# Földváry Károly

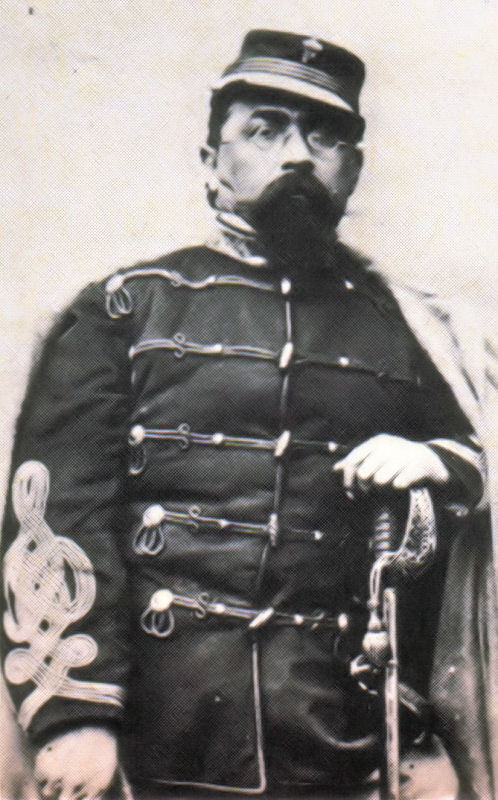
Korabeli fénykép

Földvári Földváry Károly (Gyergyószentmiklós, 1809. november 26. – Cegléd, 1883. december 14.) honvédezredes, az olaszországi magyar légió parancsnoka, Földváry Sándor honvédezredes ikertestvére.

## Élete
A földvári Földváry családból származott, amely 1646-ban kapott nemességet.
Földváry Károly himlő következtében még fiatal korában elvesztette egyik szemét.  A szegedi katonai nevelőintézetben végzett tanulmányok után 1827 és 1833 között császári 62. majd a 41. gyalogezredben szolgált, ahonnan hadnagyként szerelt le. 1848-ig Nyárádandrásfalván gazdálkodott feleségével. 
1848 nyarán jelentkezett a szegedi 3. honvédzászlóaljba – a később híressé vált fehér tollas zászlóaljba – és ennek főhadnagyaként a bánsági szerb felkelők ellen harcolt. Szeptembertől százados, december 12-étől őrnagy és egy önkéntes egység parancsnoka volt Damjanich hadosztályában. 1849 februárjától Klapka I. hadtestében volt zászlóaljparancsnok. Március 28-án ismét visszakerült eredeti egységéhez, a 3. honvédzászlóalj parancsnoka lett. A tavaszi hadjáratban két kiemelkedő haditett is fűződik a nevéhez. Az április 4-ei a tápióbicskei csatában alakulata és a 9. kassai vörössipkás zászlóalj az ő vezetésével tört át a Tápió hídján, ezzel döntő fordulatot adva a csatának. Április 6-án ezért alezredessé léptették elő, és megkapta a Magyar Katonai Érdemrend III. osztályát. Az 1849. április 10-ei váci ütközetben Damjanich hadtestének szintén egy hídon –  egy a Gombás-patakon átvezető kőhídon – kellett áttörnie.

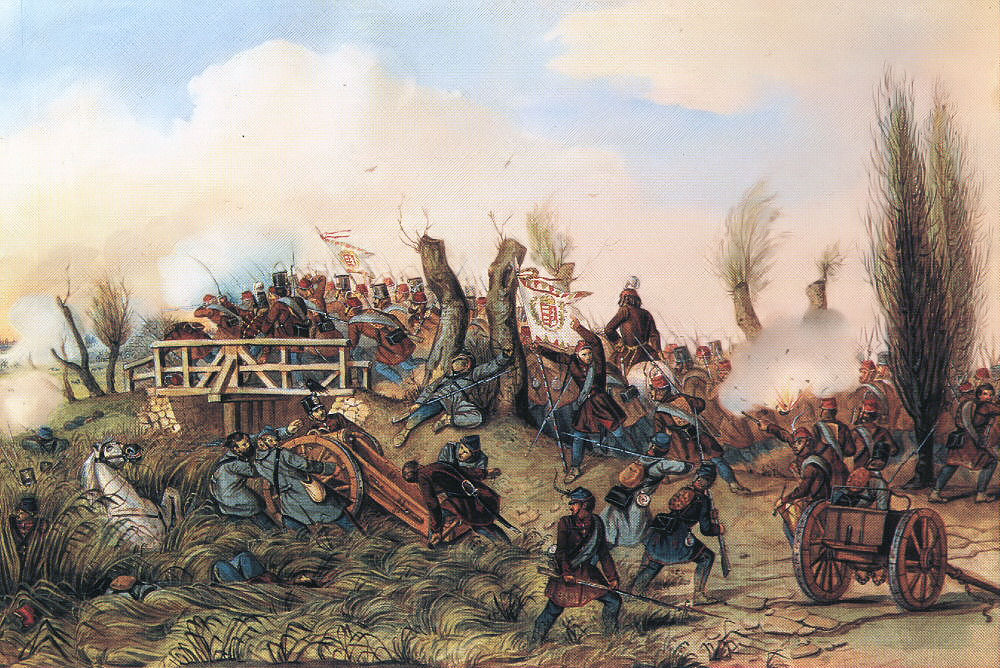
A Tápió hídjának elfoglalása (Than Mór festménye)

A sikeres áttörés itt is Földváry Károly bátorságának volt köszönhető, ezért május 17-én megkapta a Magyar Katonai Érdemrend II. osztályát is. A tavaszi hadjárat további csatáiban dandárparancsnokként, a nyári hadjáratban június 20-ától a III. hadtest egyik gyalogoshadosztályának parancsnokaként vett részt. Augusztus 4-én lett ezredes. Ott volt a világosi fegyverletételnél, az aradi hadbíróság november 5-én halálra ítélte. November 16-án változtatták ítéletét tizennyolc évi várfogságra. 1850-ben – a szabadságharc előtt kilépett császári tisztekre vonatkozó – amnesztia értelmében kegyelmet kapott. A székelyföldi függetlenségi szervezkedésben való részvételéért 1852-ben ismét letartóztatták. Kiszabadulását követően 1857-ben emigrált. 1862-67 között az olaszországi magyar légió parancsnoka volt. A kiegyezés után hazatért, s 1868 júniusában báró Eötvös József kultuszminiszter a ceglédi vallásalapítvány tiszttartójává nevezte ki. Haláláig Cegléden élt, előbb a Pesti út 6. szám alatti szolgálati lakásban, majd nyugdíjas korában a plébániával szemben, a mai bírósági épület helyén lévő házban. A ceglédi Kálvária temetőben nyugszik. A mai református iskola egy ideig az ő nevét viselte.